# 코콘테
코콘테(Kokonte)는 토고, 가나 등 아프리카 일부 지역에서 먹는 주요 스왈로 음식이다. 가나에서는 코콘테가 가족, 아칸족, 하우사인과 같은 대부분의 민족 집단에 의해 먹힌다. 코콘테는 요리를 준비하는 민족 집단에 따라 일반적으로 갈색, 회색 및 짙은 녹색을 띤다. 코콘테는 주로 말린 카사바 또는 마로 준비된다.
코콘테는 카사바 가루로 만든 가나 요리로, 주로 팜나무 열매나 땅콩으로 만든 수프와 함께 먹는다. 나이지리아와 같은 서아프리카 국가에서 인기가 많으며 카리브 제도에서도 먹는다.
가나의 볼타주에서도 인기 있는 브라질 요리인 타피오카와 매우 유사하다.
이것은 말린 카사바 또는 마니옥 뿌리를 빻아 만든 간단한 요리로, 만들어지면 갈색을 띤다. 가나에서는 아칸족이 이 요리를 현지에서 준비하며, 현지 이름은 콰어군에서 유래했다.

## 이름
- 라펠라와(언어 오류(dag): lapelawa)[4]
- 라풍(요루바어: láfún)
- 라피와(언어 오류(dag): lapiiwa)
- 브라운 푸푸(영어: brown fufu)
- 아베티에(아칸어: abetiɛ)
- 코콘테(아칸어: kokonte)
- 투오 자피
- 페이스더월(영어: face the wall)

## 겉모습

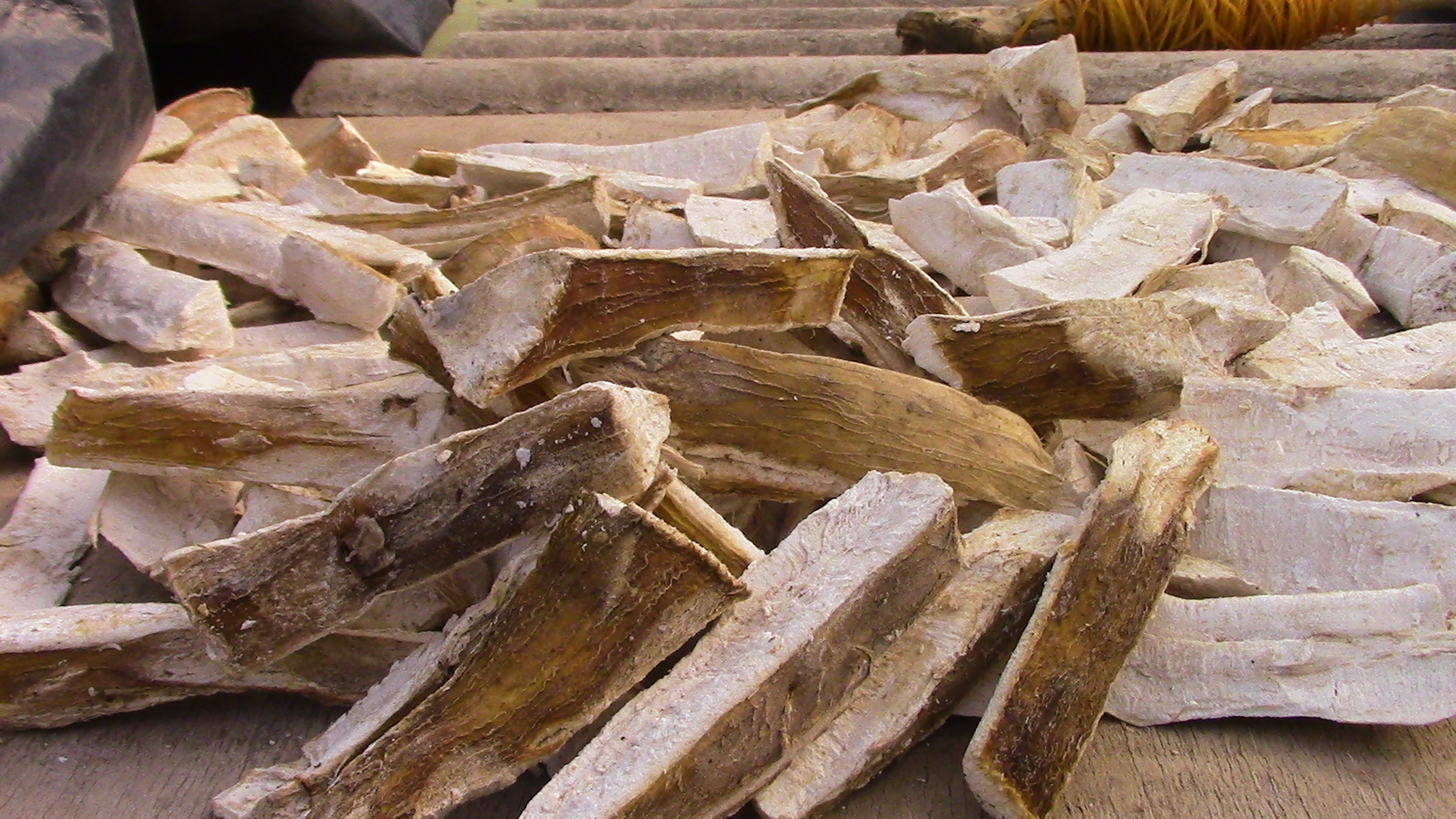
갈색 코콘테.

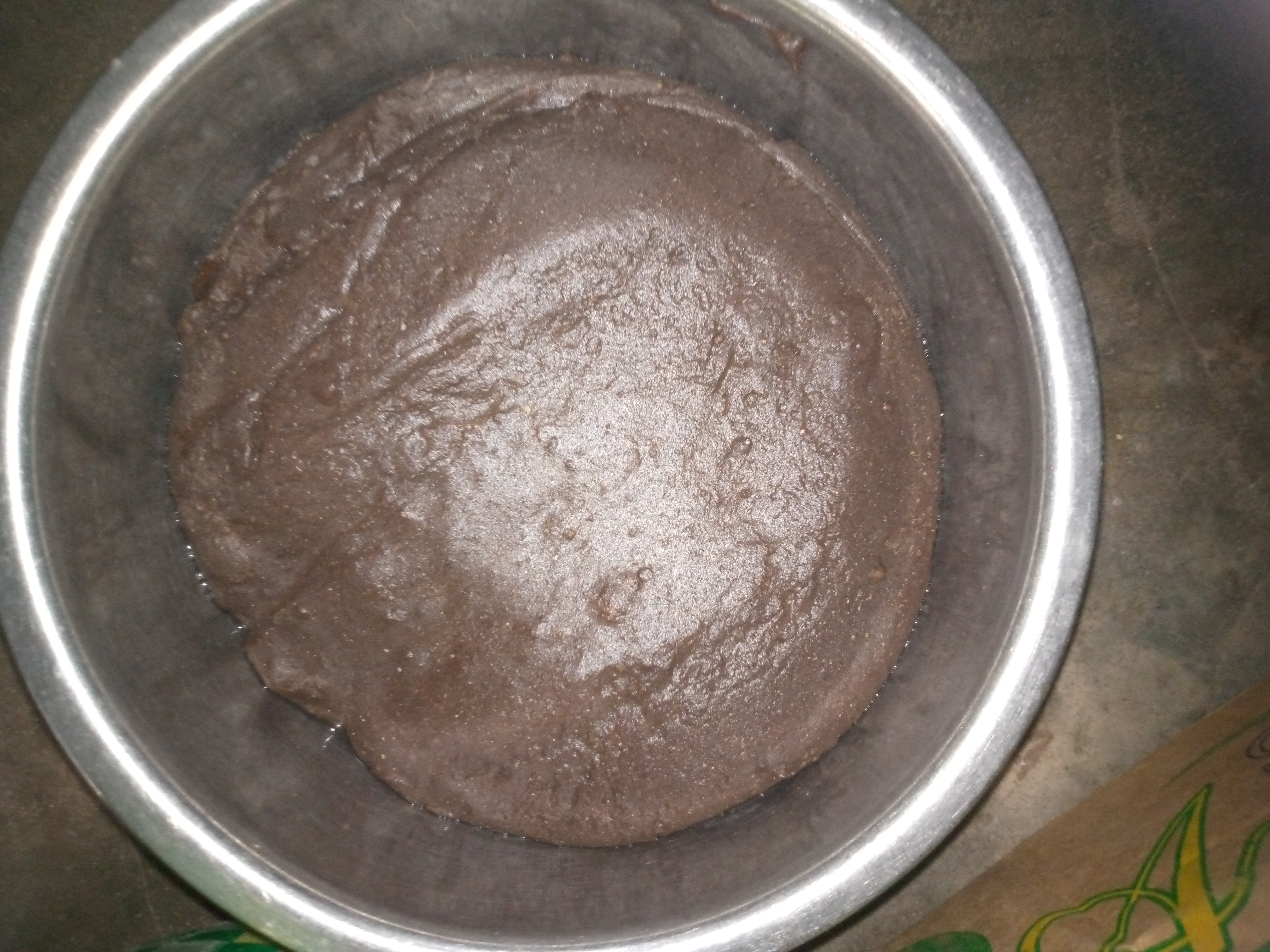
초콜릿 갈색 코콘테.

완성된 코콘테의 겉모습은 사용된 카사바의 종류와 건조 정도에 따라 달라진다. 일반적으로 갈색을 띠지만 초콜릿 갈색일 수도 있다. 그 색깔은 가나 대부분의 지역에서 기본 학생이 입는 상위 교복의 색깔과 비슷하다.

## 재료
- 말린 카사바 또는 마 가루
- 물

## 준비
- 뜨거운 물을 불에 올려 데운다.
- 말린 카사바 또는 마 가루를 넣는다.
- 반죽이 덩어리지는 것을 방지하기 위해 물에 단단히 저어준다.
- 짙은 녹색, 갈색 또는 회색 빛깔이 나타날 때까지 계속 단단히 저어준다.
- 색깔이 나타나면 음식을 접시에 담아 (팜넛 수프, 땅콩 수프 등) 수프와 함께 보기 좋게 제공할 수 있다.[5]

코콘테를 요리하는 기본은 농장이나 가장 가까운 시장에서 카사바를 구하는 것에서 시작한다. 카사바는 상대적으로 저렴하기 때문에 가나 전역에서 가장 널리 먹는 주식 중 하나이다. 비교적 적은 양의 가루를 사도 온 가족이 먹을 수 있다. 이 동일한 카사바는 플랜틴과 결합하여 현지 가나 요리인 푸푸 (일부 사람들은 푸푸오라고 발음)를 준비한다.

### 예비 조리
식용 가능한 카사바를 얻으려면 먼저 껍질을 벗겨야 한다. 껍질은 가축 사료로 사용하거나 농장 마당을 비옥하게 하는 거름으로 사용할 수 있다(농부의 경우). 식용 카사바는 그 다음 씻는다. 이것을 칩으로 자른다. 이 카사바 칩은 보통 햇볕에 말린 다음 제분소에서 가루로 갈아낸다.
카사바 칩을 말리는 방법은 여러 가지가 있다. 가나에서는 일부 농부들이 트위어로 '아파'라고 불리는 것을 가지고 있는데, 이는 농부들이 수확한 옥수수를 놓는 일종의 팜 잎으로 만든 부스를 의미한다. 이 부스는 묵아라고 불리는 현지 주방 유형 위에 의도적으로 만들어진다. 이렇게 하면 장작에서 나오는 연기가 옥수수를 건조시키고, 이 경우에는 카사바 칩을 건조시킨다. 이 건조 방법은 카사바 칩에 검게 그을린 모습을 주며, 이는 최종 제품(준비되고 조리된 코콘테)의 전반적인 모습에 영향을 미친다. 하지만 가장 좋은 방법은 자연적인 방법이다. 카사바 칩을 건조 쟁반(보통 나무나 알루미늄으로 만들어진, 칩을 넓게 펼칠 수 있을 만큼 큰)에 펼쳐 직사광선에 말리는 것이다.
주목할 만한 사실은, 건조되지 않은 카사바 칩을 충분한 시간 동안 방치하면 표면에 갈색을 띠는 조류의 형태가 나타나기 시작한다는 것이다. 이 곰팡이가 생기면 최종 요리의 모습에 영향을 미친다. 따라서 최종 요리의 흰색을 유지하려면 칩이 신선할 때 건조하는 것이 좋다. 그러나 많은 사람들은 칩의 갈변이 코콘테의 전체적인 맛을 더해준다고 믿는다.
말린 칩을 가루로 만들려면 막자사발과 막자에 빻거나 방앗간에 가서 갈아야 한다. 그러면 물을 넣고 불 위에서 익을 때까지 반죽하여 요리하는 최종 제품이 나온다. 그렇게 하면 코콘테 요리가 완성된다.

### 요리 및 서빙
코콘테 가루는 실온의 물이나 뜨거운 물과 섞을 수 있다. 어떤 사람들은 요리하기 전에 먼저 가루에 뜨거운 물을 넣는 것을 선호한다. 불 위에서 저어주어 걸쭉해지면 더 반죽하고 요리한다. 너무 걸쭉하면 뜨거운 물을 조금 더 넣고 몇 분 동안 뚜껑을 덮은 다음 물이 잘 섞일 때까지 냄비에 대고 반죽한다(필요한 경우 적절한 농도가 될 때까지 뜨거운 물 추가와 반죽을 반복해야 할 수 있다).
서빙 1: 익으면 깊은 그릇 주위를 물로 살짝 적신 후 식사에 적합한 양을 떠서 그릇 중앙에 놓는다. 코콘테의 모든 가장자리를 중앙으로 당겨주면 아래쪽에 부드러운 코콘테 바닥이 생긴다. 뒤집으면 위에 수프를 얹을 부드러운 공 모양이 된다.
서빙 2: 어떤 사람들은 그냥 그릇에 일정량을 떠서 그 위에 수프를 붓는다.

## 같이 보기
- 반쿠
- 켄키
- 아말라
- 에바
- 투오 자피
- 푸푸